# Нойдорф-бай-Пассайль
Нойдорф-бай-Пассайль (нем. Neudorf bei Passail) — коммуна (нем. Gemeinde) в Австрии, в федеральной земле Штирия. 
Входит в состав округа Вайц.  Население составляет 495 человек (на 31 декабря 2005 года). Занимает площадь 12,71 км². Официальный код  —  61733.

## Политическая ситуация
Бургомистр коммуны — Йозеф Райтер (АНП) по результатам выборов 2005 года.
Совет представителей коммуны (нем. Gemeinderat) состоит из 9 мест.
- АНП занимает 4 места.
- АПС занимает 3 места.
- СДПА занимает 2 места.